# Tatiana Lioznowa
Tatiana Michajłowna (Mojsiejewna) Lioznowa (ros. Татьяна Михайловна (Моисеевна) Лиознова, ur. 20 czerwca 1924 w Moskwie, zm. 29 września 2011 tamże) – radziecka i rosyjska reżyser filmowa i teatralna, Ludowy Artysta ZSRR (1984).
Najbardziej znana jest z reżyserii szpiegowskiego serialu telewizyjnego Siedemnaście mgnień wiosny.